# RusLine
RusLine (en Russe Авиакомпания «РусЛайн») est une compagnie aérienne russe, dont le siège est à Moscou. Elle est spécialisée dans les vols intérieurs en Russie mais dessert quelques destinations en Europe de l'Est, au Proche et au Moyen-Orient. La compagnie effectue tant des vols réguliers que vols charters.
La compagnie figure depuis 2022 sur la liste des compagnies aériennes interdites d'exploitation dans l'Union européenne.

## Historique

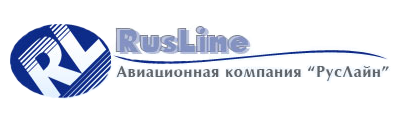
Le premier logo de RusLine

La compagnie aérienne RusLine a été fondée le 2 juillet 1997 à Moscou.

## Destinations
| Compagnies | Destinations                                                                         |
| ---------- | ------------------------------------------------------------------------------------ |
| RusLine    | Aéroport international de Vnoukovo, st-Petersbourg, Aéroport international de Sotchi |

## Flotte
Au 1er juin 2012, la flotte de Donavia se compose de :
Dans le passé, la compagnie a disposé, également, de Airbus A319-100, de Tupolev Tu-134, de Yakovlev Yak-40, de Yakovlev Yak-42 et d'hélicoptères Mil Mi-2.

## Galerie

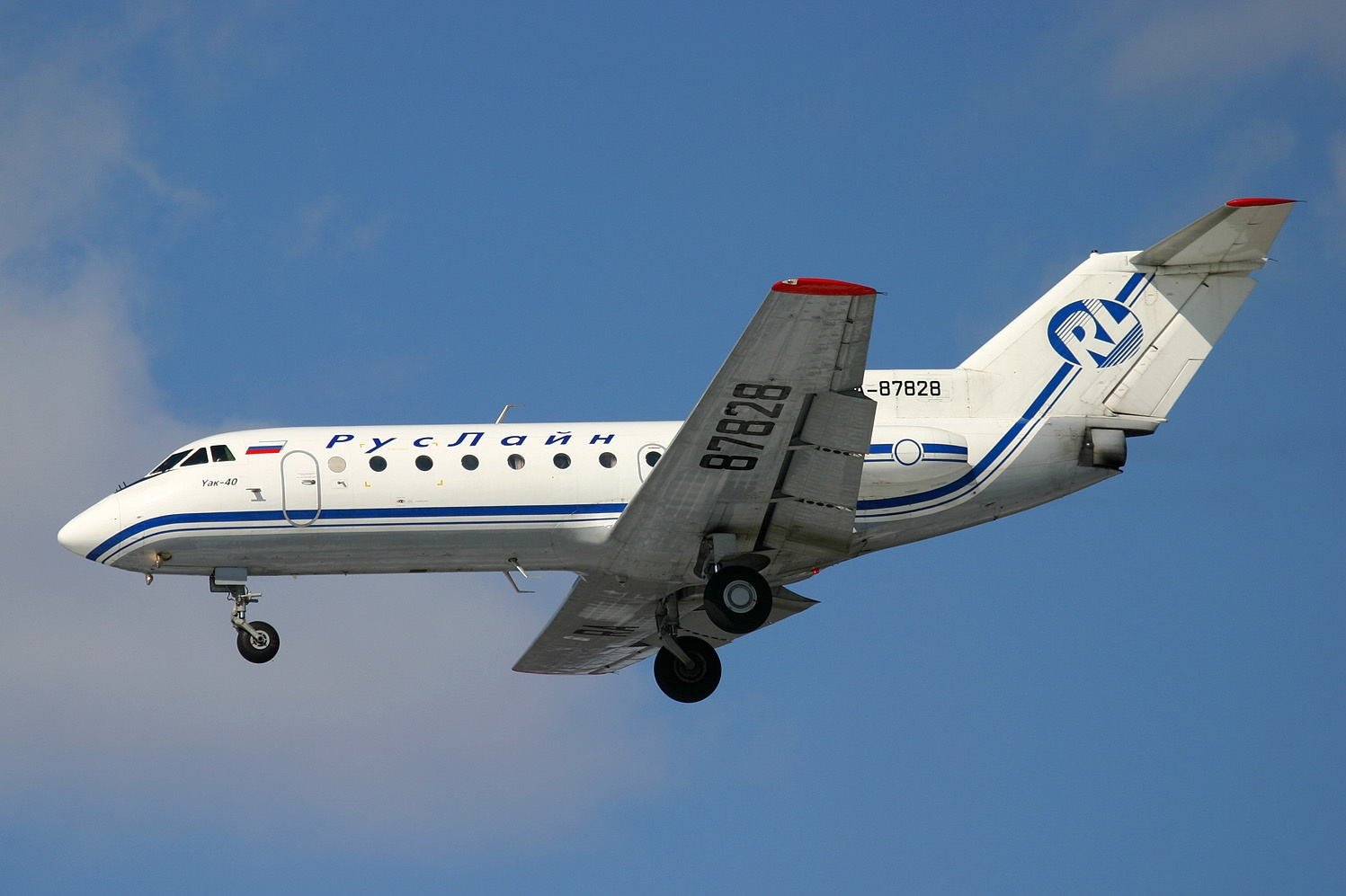
Yakovlev Yak-40 de RusLine (2005)
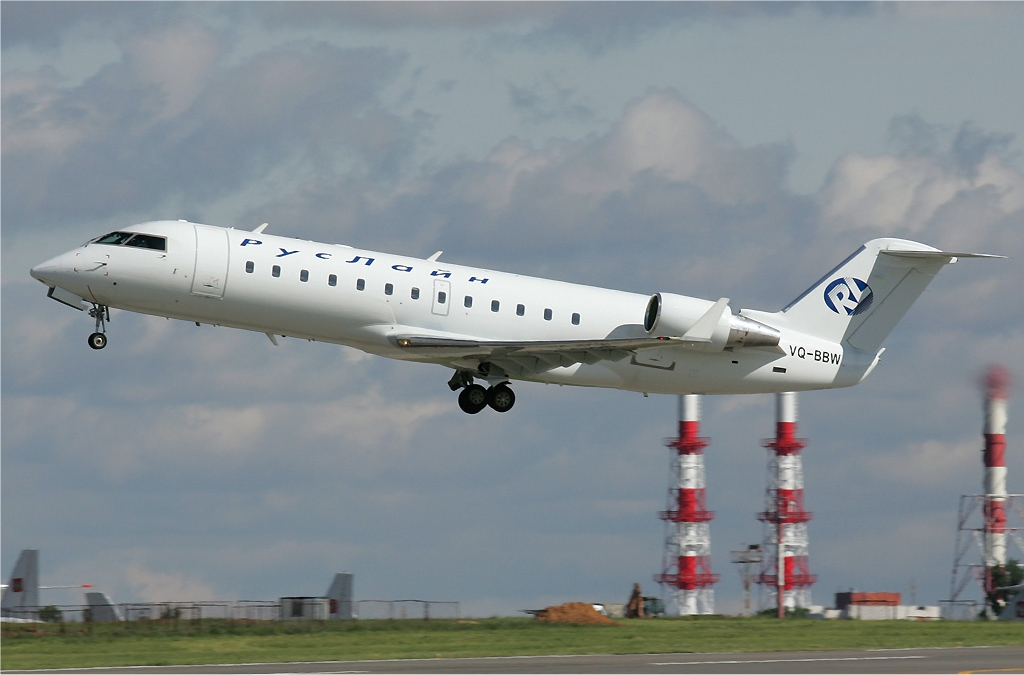
Bombardier CRJ200 LR de RusLine (2009)
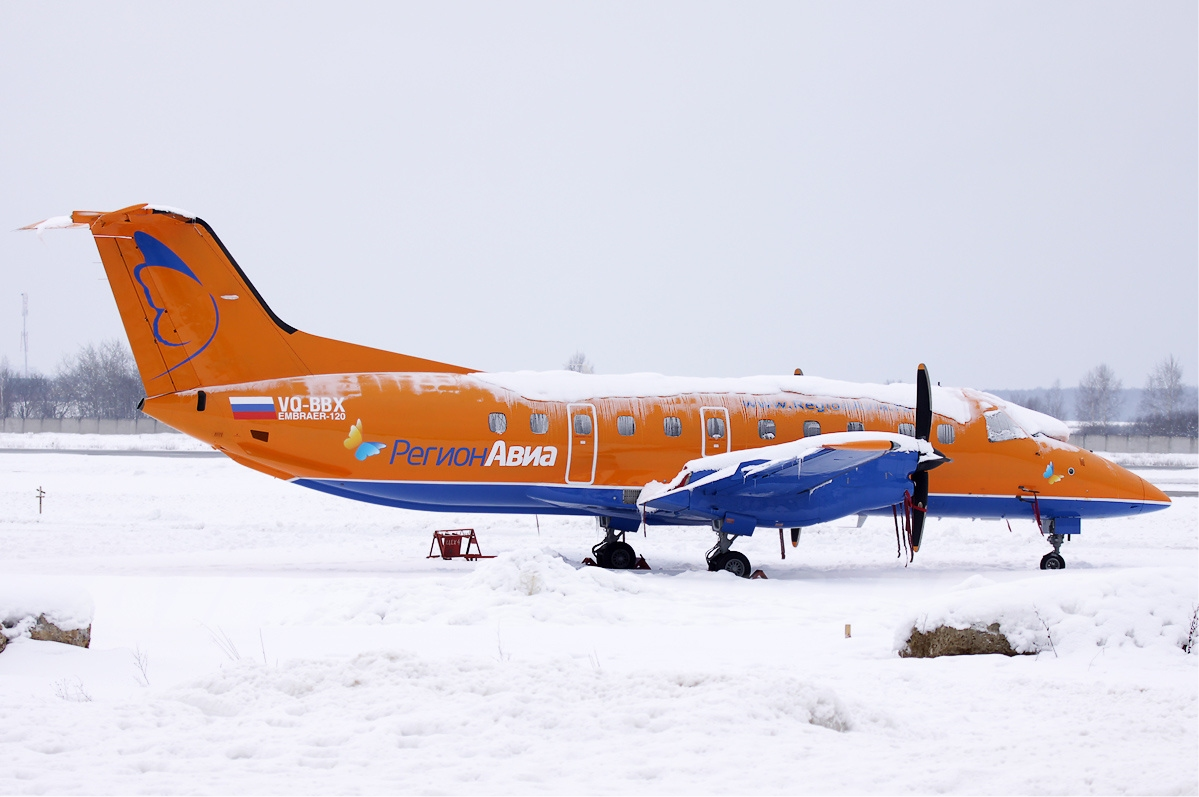
Embraer 120 RT de RusLine (2009)